# Emblemariopsis pricei
Emblemariopsis pricei är en fiskart som beskrevs av Greenfield, 1975. Emblemariopsis pricei ingår i släktet Emblemariopsis och familjen Chaenopsidae. Inga underarter finns listade i Catalogue of Life.